# Республика Альбы
Республика Альбы (итал. Repubblica di Alba) — революционный муниципалитет, провозглашенный 26 апреля 1796 года в Альбе, Пьемонт, когда город был взят французской армией. Муниципалитет просуществовал недолго, всего 2 дня, потому что после перемирия в Кераско 28 апреля 1796 года королю Сардинии Виктору Амадею III был возвращен контроль над всем Пьемонтом.

## История
На момент провозглашения республики Пьемонт был основной частью Сардинского королевства, ядро которого, несмотря на свое название, находилось на материке; Турин был его столицей. В апреле 1796 года королевство подверглось первому вторжению французских революционеров: кампании Монтенотта. После череды французских побед итальянский патриот и якобинец Джованни Антонио Ранца провозгласил республику в городе Альба (поэтому исторически известная как «Республика Альбы») в качестве замены сардинской монархии на территории Пьемонта 25 или 26 апреля 1796 г. Ранца агитировал за создание независимой пьемонтской республики с 1793 г.; он видел в таком государстве первый шаг к республике, охватывающей всю Италию. Затем Ранца и его товарищи-повстанцы выступили с обращением к французскому генералу Наполеону Бонапарту, призывая его освободить всю Италию от «тирании». Однако Бонапарт проигнорировал их просьбы и написал во французскую Директорию, что народ Пьемонта политически не готов и что «на революцию в Пьемонте не стоит рассчитывать».
Французские военачальники в то время не проявляли интереса к этому проекту сестринской итальянской республики, и он уже закончился 28 апреля 1796 г. перемирием в Кераско, по которому отдавалась большая часть Пьемонта (за исключением Алессандрии, Кони и Тортоне, которые были аннексированы Францией) обратно к сардинскому королю, которому пришлось выйти из Первой коалиции. Окончательный Парижский мирный договор от 15 мая 1796 г. привел к аннексии Савойского герцогства, Ниццы, Тенде и Бёй Францей и гарантировал военный доступ французским войскам, пересекающим территорию Пьемонта. Республика Альбы станет предшественницей более поздней Пьемонтской республики.

## Флаг
Флаг Республики Альбы был разработан якобинцем Джованни Антонио Ранца, который сказал, что синий и красный цвета предназначены для Франции, а оранжевый перенесен на дерево щита Пьемонта. Оранжевый также был личным цветом Ранцы: он представлял свою фамилию Ранца как искаженную форму итальянского слова "arancia", что означает «апельсин», чтобы избежать фактического значения слова "ranza" на его собственном пьемонтском языке, которое означает «коса». Синие-красно-оранжевый триколор существовал как в горизонтальной, так и в вертикальной версиях, и в настоящее время он в некоторых случаях используется в регионе Пьемонт.